# Mike Tadjer
Pour les articles homonymes, voir Tadjer.

a Compétitions nationales et continentales officielles uniquement.

b Matchs officiels uniquement.
Dernière mise à jour le 29 janvier 2024.
Mike Tadjer, né le 10 mars 1989 à Massy, est un joueur international portugais de rugby à XV de nationalité française évoluant au poste de talonneur.

## Biographie
Né à Massy et de nationalité française, son père est d'origine portugaise et sa mère d'origine syrienne.
Formé au RC Massy en Fédérale 1 puis au Racing Métro 92 en Pro D2 avant de retourner au RC Massy et d'y évoluer entre Fédérale 1 et Pro D2, il signe après au SU Agen où il joue en Top 14 et en Pro D2, puis au CA Brive, au FC Grenoble.
Il évolue au poste de talonneur au sein de l'ASM Clermont Auvergne pour la saison 2019-2020,.
Non conservé par l'ASM Clermont Auvergne, il s'engage en avril 2020 avec le club l'US Montauban pour la saison 2020-2021.
Après seulement une saison du côté de Sapiac, il rejoint l'USA Perpignan en Top 14.
En 2023, Mike Tadjer participe à la Coupe du monde de rugby avec la sélection portugaise. Alors que plus tôt dans la saison il avait annoncé prendre sa retraite professionnelle à l'issue de la compétition afin de rejoindre le club de la Jeunesse sportive illibérienne Latour Théza en Fédérale 3, il revient finalement sur sa décision et s'engage avec le RC Massy en novembre 2023 ; il revient sur sa décision et dispute son dernier match sous le maillot massicois fin janvier 2024, afin de privilégier son rythme familial.

## Palmarès
- Championnat de France de Pro D2 :
  - Vainqueur (1) : 2009 avec le Racing Métro 92
- Barrage d'accession au Top 14 :
  - Finaliste (1) : 2019 avec le FC Grenoble